# Tashannie
Tashannie (Tiếng Hàn: 타샤니) là một nhóm nhạc nữ theo phong cách R&B và hiphop Hàn Quốc, nhóm gồm hai thành viên là Yoon Mi-rae (Tasha, Tiếng Hàn: 타샤) và Lee Soo-ah (Annie, Tiếng Hàn: 애니). Nhóm được thành lập năm 1999, và phát hành album đầu tay của họ là Parallel Prophecys, album trở nên rất nổi tiếng tại [Hàn Quốc] và [Nhật Bản]. Cùng với album đầu tay thì hai bài hát Day by Day (Haru Haru, Tiếng Hàn: 하루하루) được phối lại từ bài hát cùng tên của Jung Yeon Jun và Caution (Tiếng Hàn: 경고) cũng rất phổ biến. Sau thành công với album đầu tay thì họ không hề có bất cứ hoạt động nào khác và tuyên bố tan rã.

## Album
Parallel Prophecys